# Mateo Chávez
Mateo Chávez, né le 12 mai 2004 à San Pedro Garza García au Mexique, est un footballeur international mexicain qui joue au poste d'arrière gauche à l'AZ Alkmaar.

## Biographie

### En club
Né à San Pedro Garza García au Mexique, Mateo Chávez est formé par le CD Guadalajara, qu'il rejoint en 2019. C'est avec ce club qu'il fait ses débuts en professionnel le 14 janvier 2024, lors d'un match de championnat contre le Santos Laguna. Il est directement titularisé lors de cette rencontre qui se solde par un match nul (1-1 score final).
Le 8 février 2024, il fait ses débuts dans la Coupe des champions de la CONCACAF face au Forge FC. Il est titularisé lors de cette rencontre remportée par son équipe sur le score de trois buts à un.
En avril 2025, plusieurs médias annoncent l'arrivée probable de Chávez à l'AZ Alkmaar valable à partir de l'été 2025, évoquant un accord conclu entre les deux clubs,.

### En sélection
Mateo Chávez représente l'équipe du Mexique des moins de 23 ans, jouant deux matchs en 2024.

## Palmarès

### En sélections nationales
|  |  | Mexique - Gold Cup (1) : - Vainqueur : 2025. |

## Vie privée
Mateo Chávez est le fils de Paulo Chávez, ancien footballeur international mexicain ayant lui aussi joué pour le CD Guadalajara.